# 多治見郵便局
多治見郵便局（たじみゆうびんきょく）は、岐阜県多治見市にある郵便局。民営化前の分類では集配普通郵便局であった。局番号は24018。

## 概要

### 住所
〒507-8799：岐阜県多治見市音羽町4-2

### 分室
分室はなし。過去に存在した分室は以下のとおり。
- 保険分室 - 1942年（昭和17年）に廃止。

### 出張所（局外ATM）
民営化後は、ゆうちょ銀行名古屋支店の管理となっている。
- バロー多治見インター店内出張所
- バロー多治見店内出張所

## 沿革
- 1874年（明治7年）7月1日 - 多治見郵便取扱所として開設[1]。
- 1875年（明治8年）1月1日 - 多治見郵便局（五等）となる[1]。
- 1880年（明治13年）11月 - 為替取扱を開始[1]。
- 1881年（明治14年） - 貯金取扱を開始[1]。
- 1891年（明治24年）12月16日 - 多治見郵便電信局となる[1][2]。
- 1903年（明治36年）4月1日 - 通信官署官制の施行に伴い多治見郵便局となる[1][3]。
- 1936年（昭和11年）11月21日 - 等級を三等から二等に改定[4]。
- 1939年（昭和14年）7月21日 - 保険分室を設置[5]。
- 1942年（昭和17年）9月14日 - 多治見市東北畑から同字下町に移転[6]、保険分室を廃止[7]。
- 1956年（昭和31年）9月21日 - 電話通話および和文電報受付事務の取扱を開始[8]。
- 1976年（昭和51年）5月10日 - 多治見市本町五丁目から、同市音羽町四丁目に局舎を新築、移転。
- 1992年（平成4年）8月3日 - 外国通貨の両替および旅行小切手の売買に関する業務取扱を開始。
- 2007年（平成19年）10月1日 - 民営化に伴い、併設された郵便事業多治見支店に一部業務を移管。
- 2012年（平成24年）10月1日 - 日本郵便株式会社発足に伴い、郵便事業多治見支店を多治見郵便局に統合。

## 取扱内容
- 郵便、印紙、ゆうパック、内容証明
- 貯金、為替、振替、振込、国際送金、外貨両替・トラベラーズチェック、国債、投資信託
- 生命保険、バイク自賠責保険、自動車保険、変額年金保険、がん保険、引受条件緩和型医療保険
- ゆうちょ銀行ATM
- 「507-00xx」「507-08xx」「507-09xx」区域（多治見市の全域＝旧土岐郡笠原町域を含む）の集配業務
- ゆうゆう窓口

## 周辺
- ハローワーク多治見
- 多治見労働基準監督署
- 多治見警察署

## アクセス
- JR中央本線・太多線 多治見駅から徒歩で約13分。
- 中央自動車道 多治見ICから南へ約1km。
- 国道19号と国道248号との交点（音羽町交差点）すぐ。
- 駐車場あり：21台